# La moneta di ferro
La moneta di ferro è una raccolta poetica di Jorge Luis Borges pubblicata nel 1976.

## Edizioni in italiano
- Jorge Luis Borges; La moneta di ferro, a cura di Cesco Vian, Rizzoli, Milano 1981
- Jorge Luis Borges; La moneta di ferro, a cura di Tommaso Scarano, Adelphi, Milano 2008